# Mochlonyx
Mochlonyx is een muggengeslacht uit de familie van de Pluimmuggen (Chaoboridae).

## Soorten
- M. cinctipes (Coquillett, 1903)
- M. fuliginosa (Felt, 1905)
- M. fuliginosus (Felt, 1905)
- M. triangularis Klink, 1982
- M. velutina (Ruthe, 1831)
- M. velutinus (Ruthe, 1831)